# Nyodes lemairei
Nyodes lemairei là một loài bướm đêm trong họ Noctuidae.